# Вайсбейн, Борис Владимирович
Борис Владимирович Вайсбейн (Абрам Вольфович Вайсбейн; род. 1927, Кишинёв, Бессарабия, Румыния) — молдавский советский архитектор.

## Биография
Родился в Кишинёве, в еврейской семье. Окончил Одесский инженерно-строительный институт (1951). Работал в кишинёвском проектном институте «Молдгипрострой» (ныне «Урбанпроект»). Участвовал в планировании микрорайона Будешты, автор ряда других проектов в Кишинёве.
Лауреат многих архитектурных конкурсов. Лауреат Государственной премии Молдавской ССР.

## Избранные проекты и постройки
В Кишинёве:
- Здание Государственного банка (совместно с С. М. Шойхетом и Г. Л. Калюжнером, 1972—1973)[4] (рум.)
- Здание Дворца печати
- Дом культуры железнодорожников (с С. М. Шойхетом)
- Техникум виноделия (с С. Шойхетом и М. Еремчуком, Кожушна)[5]
- Гостиница «Туристическая» (с В. Захаровым и М. Еремчуком, 1981)[6]
- Здание Министерства сельского хозяйства (в прошлом — Совета колхозов и Агропрома, с С. Шойхетом и А. Чмыховым)[7][8]
- Дом политического просвещения[9]
- Детская поликлиника на Рышкановке (с Т. Ломовой)